# Andrés Iniesta
Andrés Iniesta Luján (Fuentealbilla, 11 de maio de 1984) é um ex-futebolista espanhol que atuava como meio-campista. Foi revelado e passou a maior parte da carreira no Barcelona, sendo amplamente considerado um dos melhores jogadores da sua geração. Em 16 anos na equipe principal do Barça, clube onde é um dos maiores ídolos, conquistou nove títulos da La Liga (Campeonato Espanhol), seis da Copa do Rei, quatro da Liga dos Campeões da UEFA e três do Mundial de Clubes da FIFA, além de muitos prêmios individuais. Iniesta tem mais de 600 partidas pelo Barcelona, sendo mais de 400 delas pela La Liga. É também o terceiro jogador com mais partidas pelo clube, atrás apenas de Xavi e Lionel Messi, respectivamente.
Pela Seleção Espanhola, fez parte do elenco vitorioso que conquistou a Copa do Mundo de 2010, realizada na África do Sul, sendo o herói da conquista ao marcar o gol do título na final contra a Holanda. Outro destacável título de Iniesta pela Fúria foi a Euro 2008, após um jejum de 44 anos sem um título espanhol neste torneio. O meia também sagrou-se campeão da Euro 2012, tornando a Espanha a primeira bicampeã consecutiva do torneio em toda a história do futebol europeu. Devido à sua grande atuação na final contra a Itália, em que os espanhóis golearam por 4–0, Iniesta foi escolhido o melhor jogador da competição.
Dono de uma visão de jogo, habilidade e controle de bola fantásticos, além de passes extremamente precisos, Iniesta é considerado o maior jogador espanhol de todos os tempos e um dos melhores meio-campistas da história do futebol mundial.
Seus 38 títulos oficiais o tornam o jogador espanhol mais condecorado de todos os tempos. Entre 2009 e 2017, foi nomeado por nove anos consecutivos na Seleção do Mundo da FIFPro e em seis na Equipe do Ano da UEFA. Foi finalista do prêmio FIFA Ballon d'Or em 2010 e 2012. Ainda em 2012 venceu o prêmio de Jogador do Ano da UEFA, e em 2012 e 2013 foi eleito o melhor meia armador do mundo pela IFFHS.

## Carreira

### Barcelona
Andrés Iniesta chegou ao Barcelona em setembro de 1996, quando tinha 12 anos, após destacar-se no torneio infantil de Brunete, no qual participou como jogador do Albacete Balompié. Em pouco tempo passou a ser uma das jovens promessas das categorias inferiores do clube da Catalunha.
Jogou durante duas temporadas no Barcelona B até que, na temporada 2002–03, estreou na equipe principal sob o comando de Louis van Gaal. Durante esta e a temporada seguinte, combinou partidas com o segundo time do clube espanhol e o principal.
Na temporada 2004–05, passou a formar parte definitivamente do plantel da equipe principal, e participou muito ativamente na conquista do título de campeão da La Liga. Apesar disso, não foi titular habitualmente na maioria das partidas sob o comando de Frank Rijkaard, e quando jogava, era costume ser o primeiro a sair na metade do segundo tempo. Depois disso, só não jogou uma partida da liga e foi, participando em 37 jogos, o jogador do elenco que foi mais ativo, juntamente a Samuel Eto'o.

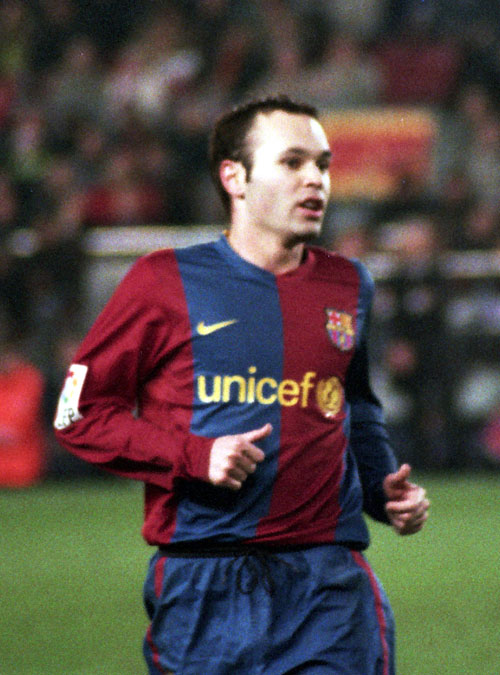
Iniesta pelo Barcelona em 2006

Já na temporada seguinte, no dia 17 de maio de 2006, Iniesta participou da final da Liga dos Campeões da UEFA contra o Arsenal, torneio na qual o Barcelona venceu e conquistou seu segundo título.
Sua camisa inicialmente era a de número 24, porém, no dia 19 de junho de 2007, se outorgou com a 8, deixada por Ludovic Giuly, que havia se transferido para a Roma. Iniesta já havia usado esta camisa anteriormente nas categorias de base.
No dia 25 de janeiro de 2008, renovou com o Barcelona até 30 de junho de 2014, aumentando sua cláusula de rescisão desde os 60 milhões de euros até os 150 milhões. Anos depois, em outubro de 2024, Predrag Mijatović, diretor desportivo do Real Madrid entre 2006 e 2009, revelou que o clube merengue havia tentado contratar Iniesta. O Real estava disposto a pagar a sua cláusula de rescisão e tinha chegado a um acordo com o pai de Andrés, mas o jogador decidiu renovar o seu contrato com o Barcelona.
Mostrando seu peso para a equipe, na temporada 2008–09 Iniesta foi eleito o quarto capitão do time, atrás de nomes como Carles Puyol, Xavi Hernández e Víctor Valdés. Em 12 de janeiro de 2009 ocorreu a premiação do Melhor jogador do mundo pela FIFA em 2008, onde o meia espanhol figurou entre os 10 mais votados.
Nas temporadas seguintes, mais títulos vieram para o clube catalão e mais consistente Iniesta se mostrava no elenco do Barça. Com a chegada de Josep Guardiola para o comando da equipe, Andrés foi decisivo nas inúmeras conquistas do clube na temporada 2008–09, inclusive sendo considerado o melhor jogador da semifinal da Liga dos Campeões da UEFA daquela temporada, quando marcou o gol da classificação do Barcelona para a decisão do campeonato, aos 93 minutos, contra o Chelsea, no episódio que ficou conhecido como "Iniestazo". Na final realizada no Estádio Olímpico, o meia espanhol deu a assistência para o gol de Eto'o, o primeiro da vitória por 2–0 sobre o Manchester United. A Liga dos Campeões veio novamente para o Barça duas temporadas depois, na edição de 2010–11, com Iniesta permanecendo como titular absoluto e tendo um fundamental papel dentro da equipe, atuando em 10 das 13 partidas do torneio, fora apenas quando esteve lesionado ou poupado. Em mais uma final contra o Manchester United, os catalães venceram por 3–1 no Estádio de Wembley.
Na temporada seguinte, Iniesta não conseguiu o bicampeonato europeu com o Barça, que acabou caindo nas semifinais frente ao Chelsea (posteriormente campeão do torneio), mas foi eleito o Jogador do Ano da UEFA.
Após 40 dias sem jogar, Iniesta fez sua estreia pela temporada 2014–15 em partida contra o modesto Huesca, da terceira divisão, pela primeira fase da Copa do Rei. Ao lado de Ivan Rakitić e Pedro, Iniesta foi um dos destaques da partida. O meia foi autor de um belo gol de fora da área e belas assistências, na vitória por 4–0.

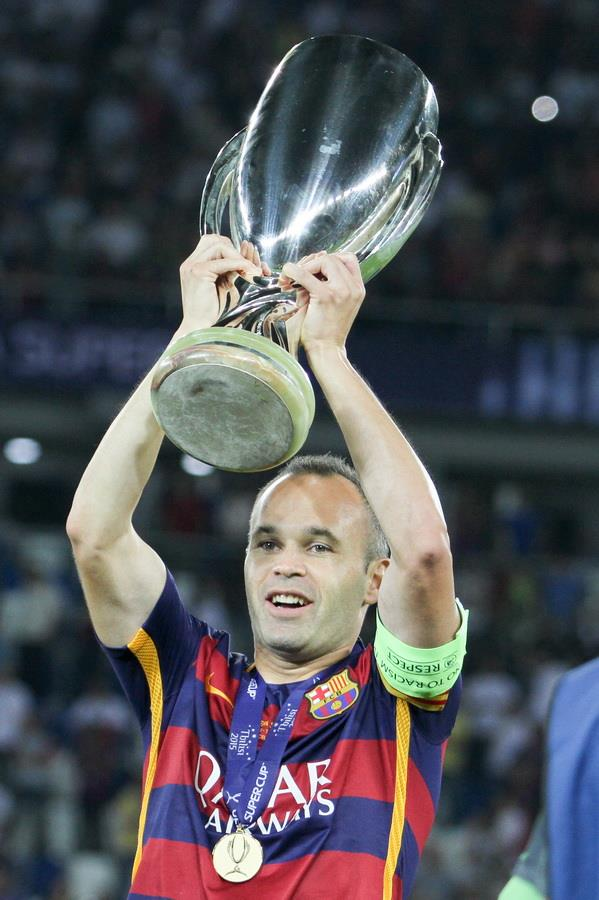
Iniesta com o troféu da Supercopa da UEFA de 2015

Já no dia 21 de abril, no jogo de volta das quartas de finais da Liga dos Campeões da UEFA, fez bela jogada pelo meio, driblando quatro defensores do Paris Saint-Germain, e em seguida, deu passe açucarado para Neymar abrir o placar. A partida terminou 2–0 para os catalães, resultado suficiente para colocar o Barça na semifinal da competição. Na final da competição, recebeu passe de Neymar e tocou para Rakitić, sem problemas, marcar logo aos três minutos o primeiro gol da vitória catalã sobre a Juventus por 3–1 no Estádio Olímpico de Berlim.
Na temporada 2015–16, por conta saída de Xavi, Iniesta tornou-se o capitão da equipe.
Foi aplaudido de pé pela torcida do Real Madrid em pleno Santiago Bernabéu, feito antes conseguido por Johan Cruijff e Ronaldinho. Os aplausos aconteceram no dia 21 de novembro de 2015, depois da grande atuação na goleada sobre o rival por 4–0, em que Iniesta marcou um golaço de fora da área e deu uma assistência para Neymar. A vitória foi numa partida válida pela 12ª rodada da La Liga.
O meia voltou a brilhar no dia 17 de dezembro, no triunfo por 3–0 sobre o Guangzhou Evergrande, da China, pela semifinal do Mundial de Clubes da FIFA, no Japão. Na final do torneio, ajudou o Barça a derrotar o River Plate, da Argentina, por 3–0, e conquistar seu quinto título no ano.
No dia 11 de janeiro de 2016, a FIFA divulgou o time ideal da FIFA de 2015, que contava com a presença de quatro brasileiros, entre eles Neymar e Daniel Alves, dois companheiros de Iniesta, que esteve presente no time pela sétima vez.
Foi um dos destaques da ótima goleada sobre o Celtic, na estreia pela Liga dos Campeões da UEFA de 2016–17, na qual foi autor de um golaço e iniciou a jogada do sétimo gol com um lindo passe entre o meio da zanga adversária; a partida acabou 7–0 para os catalães. Ainda pela Liga dos Campeões, ajudaria o Barça a conseguir a remontada diante do PSG na fase de oitavas de final marcando o segundo gol da partida histórica no Camp Nou que acabou 6–1 para os donos da casa, que se classificaram para as quartas de final mesmo depois de terem perdido o jogo de ida por 4–0. No dia 2 de outubro de 2016, contra o Celta de Vigo, Iniesta completou 600 jogos pelo clube catalão. Na ocasião, o Barça perdeu por 4–3.

### Última partida pelo Barcelona e ida ao Japão
Iniesta realizou sua última partida com a camisa do clube catalão no dia 20 de maio de 2018, na vitória sobre a Real Sociedad por 1–0. Ovacionado pelo Camp Nou, Iniesta assim encerrou seu ciclo de 22 anos no Barcelona, e muito emocionado agradeceu a todos por essa brilhante trajetória.
No dia 24 de maio de 2018, menos de uma semana após seu último jogo com seu ex-clube, Iniesta assinou um contrato com o Vissel Kobe, do Japão, que já contava com o atacante alemão Lukas Podolski. Atualmente o Vissel disputa a J-League, a primeira divisão do futebol japonês.
Aos 39 anos, anunciou sua saída do Vissel Kobe no dia 25 de maio de 2023. Apesar da idade, Iniesta declarou estar motivado para continuar jogando e descartou uma aposentadoria. Em seis temporadas pelo clube, o meia espanhol atuou em 133 partidas, marcou 26 gols e distribuiu 25 assistências.

### Emirates Club
Livre no mercado após ter deixado o Vissel Kobe, Andrés Iniesta foi anunciado como novo reforço do Emirates Club, dos Emirados Árabes, no dia 9 de agosto de 2023. Aos 39 anos, o jogador assinou com o clube do Oriente Médio até 2024, com possibilidade de extensão por mais um ano. Iniesta realizou sua estreia nove dias depois, saindo do banco de reservas na derrota para o Al-Wasl. Na partida seguinte, contra o Ajman, o espanhol marcou seu primeiro gol pela nova equipe, de pênalti e já nos acréscimos. Embora o Emirates tenha conseguido recuperar uma desvantagem de 3–1, o time acabou permitindo a reação dos visitantes, e o jogo terminou empatado em 4–4.
Iniesta concluiu sua primeira e única temporada nos Emirados Árabes com um total de 20 partidas, cinco gols marcados e uma assistência distribuída. No entanto, os números não foram suficientes e o seu time terminou em penúltimo lugar na classificação do Campeonato Emiradense, sendo assim rebaixado.

### Aposentadoria
No dia 7 de outubro de 2024, o meio-campista anunciou oficialmente a sua aposentadoria dos gramados.

## Seleção Nacional

### Categorias de base
Inicialmente, Andrés Iniesta representou a Espanha nas categorias inferiores. No ano de 2001, foi titular nas seleções de base espanholas que ganharam tanto a Eurocopa sub-16 como a Eurocopa Sub-19. Em 2003, jogou a final da Copa do Mundo juvenil da FIFA nos Emirados Árabes Unidos, e foi eleito membro da "Equipe das Estrelas" do torneio. Posteriormente, foi eleito capitão da equipe Sub-20.

### Principal

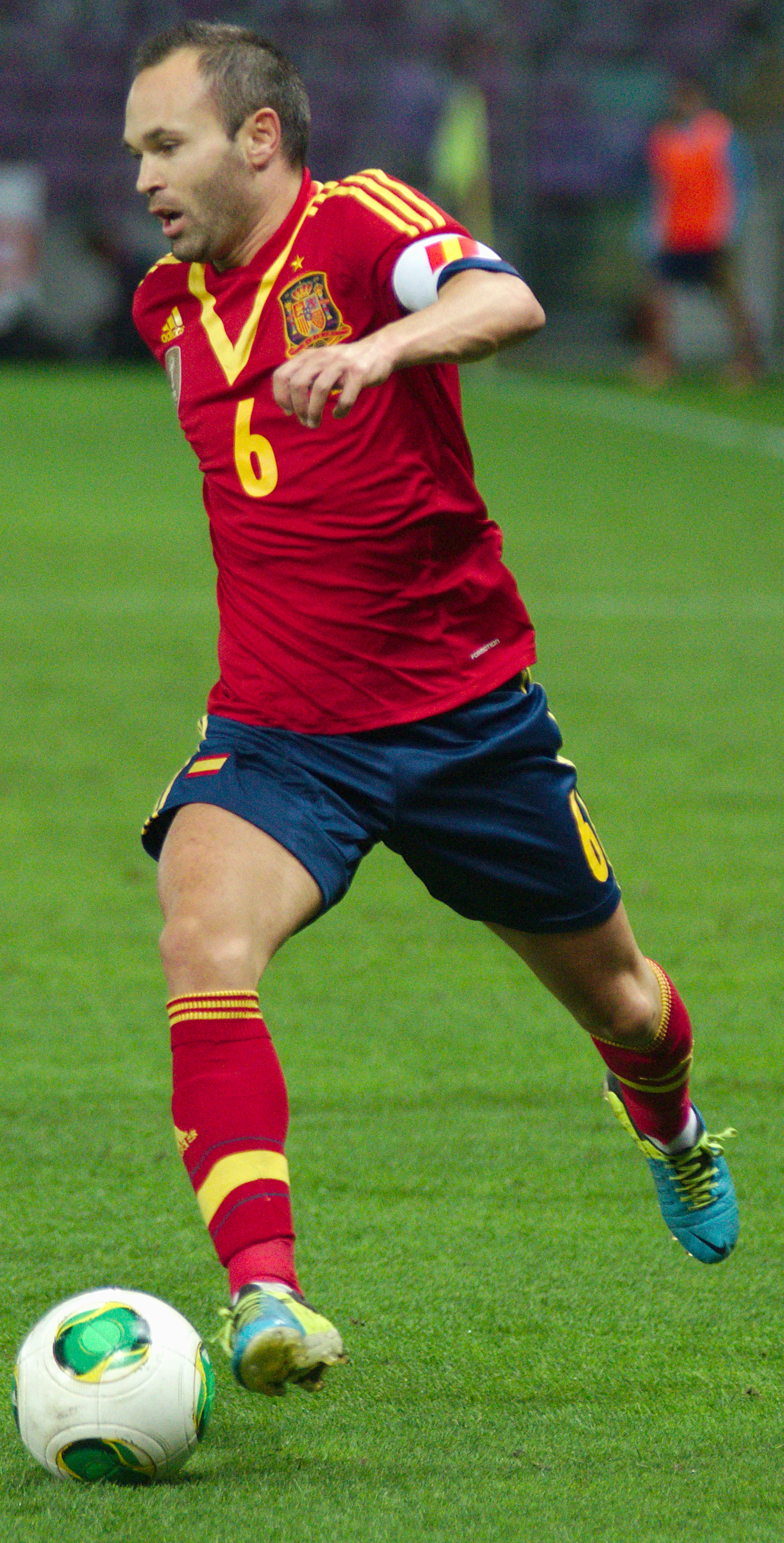
Iniesta atuando contra o Chile em 2013

Após ser convocado em duas ocasiões para jornadas de convivência organizadas pelo então treinador nacional Luis Aragonés, em 15 de maio de 2006, foi finalmente incluído na lista dos jogadores que participaram da Copa do Mundo FIFA de 2006. Estreou na Seleção e no torneio realizou três partidas, iniciando como titular somente contra a Arábia Saudita.
Na sequência, o maior êxito de Iniesta com a seleção espanhola foi quando conseguiu virar titular durante a Euro 2008, disputada na Áustria e Suíça. Andrés foi o único jogador do conjunto espanhol que disputou todos os encontros. Em 29 de junho de 2008, no Estádio Ernst Happel de Viena, se consagraria, com seus 22 companheiros, como campeão da Eurocopa de seleções, jogando contra a Alemanha (1–0 com gol de Fernando Torres). Andrés foi eleito um dos 23 integrantes da equipe ideal do torneio pela UEFA, além do prêmio de melhor jogador da semifinal contra a Rússia.
Em 2010, na Copa do Mundo FIFA realizada na África do Sul, foi autor do gol que deu o título ao seu país, aos 116 minutos da final. Na comemoração do gol, ele mostrou uma camiseta com a seguinte mensagem: "Dani Jarque - Siempre con nosotros" em tributo ao seu amigo e também futebolista Daniel Jarque, que havia falecido um ano antes. Após a partida, a FIFA o elegeu como o melhor em campo. Na Eurocopa 2012 foi eleito o melhor jogador da competição e a Espanha, foi novamente campeã europeia, vencendo a Itália na final. 
Foi o grande destaque da vitória sobre o Uruguai, na partida de estreia na Copa das Confederações FIFA de 2013, com um gol e uma assistência. O camisa 6 foi o cérebro da equipe durante a campanha, conduzindo os espanhóis até a final, onde foram superados pelo Brasil por 3–0 no Estádio do Maracanã. Ao final da partida, foi eleito o Bola de Prata (segundo melhor do torneio).
Foi convocado para disputar a Copa do Mundo FIFA de 2014. Na estreia, a então atual campeã tomou um passeio do famoso "carrossel holandês" e acabou sofrendo uma derrota dolorosa por 5–1, de virada. No jogo seguinte, derrota para o Chile por 2–0, resultado que eliminou a Fúria do mundial. No último jogo, a Espanha, enfim, tem uma boa atuação e consegue vencer a Austrália por 3–0. Iniesta foi considerado como um dos "inocentes" desta campanha desastrosa dos campeões mundiais de 2010. Ao todo o camisa 6 disputou os três jogos, deu uma assistência e foi o melhor jogador espanhol em campo nas partidas contra Austrália e Chile.
Após a eliminação nos pênaltis para a Rússia nas oitavas de final da Copa do Mundo FIFA de 2018, anunciou sua aposentadoria da Seleção Espanhola.

## Estatísticas

### Seleção Espanhola
| Ano   |       |      |
| Ano   | Jogos | Gols |
| ----- | ----- | ---- |
| 2006  | 8     | 0    |
| 2007  | 12    | 4    |
| 2008  | 14    | 1    |
| 2009  | 5     | 0    |
| 2010  | 15    | 3    |
| 2011  | 9     | 1    |
| 2012  | 14    | 1    |
| 2013  | 17    | 0    |
| 2014  | 8     | 1    |
| 2015  | 5     | 1    |
| 2016  | 8     | 0    |
| 2017  | 8     | 1    |
| 2018  | 8     | 0    |
| Total | 131   | 13   |

| #   | Data                    | Local                      | Adversário    | Placar | Resultado | Competição                     |
| --- | ----------------------- | -------------------------- | ------------- | ------ | --------- | ------------------------------ |
| 1.  | 7 de fevereiro de 2007  | Manchester, Inglaterra     | Inglaterra    | 0–1    | 0–1       | Amistoso                       |
| 2.  | 28 de março de 2007     | Palma de Maiorca, Espanha  | Islândia      | 1–0    | 1–0       | Eliminatórias para a Euro 2008 |
| 3.  | 8 de setembro de 2007   | Reiquiavique, Islândia     | Islândia      | 0–1    | 1–1       | Eliminatórias para a Euro 2008 |
| 4.  | 17 de novembro de 2007  | Madrid, Espanha            | Suécia        | 2–0    | 3–0       | Eliminatórias para a Euro 2008 |
| 5.  | 15 de outubro de 2008   | Bruxelas, Bélgica          | Bélgica       | 1–1    | 1–2       | Elim. Copa do Mundo de 2010    |
| 6.  | 25 de junho de 2010     | Pretória, África do Sul    | Chile         | 2–0    | 2–1       | Copa do Mundo FIFA de 2010     |
| 7.  | 11 de julho de 2010     | Joanesburgo, África do Sul | Países Baixos | 1–0    | 1–0       | Copa do Mundo FIFA de 2010     |
| 8.  | 12 de outubro de 2010   | Glasgow, Escócia           | Escócia       | 0–2    | 2–3       | Eliminatórias para a Euro 2012 |
| 9.  | 2 de setembro de 2011   | St. Gallen, Suíça          | Chile         | 1–2    | 3–2       | Amistoso                       |
| 10. | 29 de fevereiro de 2012 | Málaga, Espanha            | Venezuela     | 1–0    | 5–0       | Amistoso                       |
| 11. | 30 de maio de 2014      | Sevilha, Espanha           | Bolívia       | 2–0    | 2–0       | Amistoso                       |
| 12. | 5 de setembro de 2015   | Oviedo, Espanha            | Eslováquia    | 2–0    | 2–0       | Eliminatórias para a Euro 2016 |
| 13. | 11 de novembro de 2017  | Málaga, Espanha            | Costa Rica    | 5–0    | 5–0       | Amistoso                       |

## Títulos
Barcelona B
- Segunda División B: 2001–02

Barcelona
- La Liga: 2004–05, 2005–06, 2008–09, 2009–10, 2010–11, 2012–13, 2014–15, 2015–16 e 2017–18
- Supercopa da Espanha: 2005, 2006, 2009, 2010, 2011, 2013 e 2016
- Liga dos Campeões da UEFA: 2005–06, 2008–09, 2010–11 e 2014–15
- Copa do Rei: 2008–09, 2011–12, 2014–15, 2015–16, 2016–17 e 2017–18
- Supercopa da UEFA: 2009, 2011 e 2015
- Copa do Mundo de Clubes da FIFA: 2009, 2011 e 2015

Vissel Kobe
- Copa do Imperador: 2019
- Supercopa Japonesa: 2020
- J-league: 2023

Seleção Espanhola
- Campeonato Europeu Sub-17: 2001
- Campeonato Europeu Sub-19: 2002
- Eurocopa: 2008 e 2012
- Copa do Mundo FIFA: 2010

### Prêmios individuais
- Jugón de Ouro: 2007[51]
- Equipe da Eurocopa: 2008 e 2012
- Don Balón - Melhor jogador espanhol: 2008–09
- Equipe do Ano da UEFA: 2009, 2010, 2011, 2012, 2015 e 2016
- FIFPro: 2009, 2010, 2011, 2012, 2013, 2014, 2015, 2016 e 2017
- Homem do Jogo da final da Copa do Mundo FIFA: 2010
- Equipe da Copa do Mundo FIFA: 2010
- Homem do jogo da Supercopa da UEFA: 2011
- Homem do jogo da final da Eurocopa: 2012
- Melhor jogador da Eurocopa: 2012
- Jogador do Ano da UEFA: 2011–12
- Equipe da Copa das Confederações FIFA: 2013
- Segundo Melhor jogador da Copa das Confederações FIFA: 2013 (Bola de Prata)[45]
- Prêmio Golden Foot: 2014
- Melhor meia-atacante da La Liga: 2012–13[52] e 2013–14[53]
- Homem do jogo da final da Liga dos Campeões da UEFA: 2014–15
- 15º melhor jogador do ano de 2016 (The Guardian)[54]
- 20º melhor jogador do ano de 2016 (Marca)[55]
- Homem do jogo da final da Copa do Rei: 2017–18
- Bola de Ouro Dream Team
- Seleção da década (2011–2020) pela IFFHS[56]
- IFFHS MEN’S ALL TIME SPAIN DREAM TEAM[57]